# Muntiacus vaginalis
Muntiacus vaginalis är ett hjortdjur i familjen muntjaker som förekommer i östra Asien. Populationen listades tidigare som underart till indisk muntjak men godkänns sedan 2008 som art.
Utbredningsområdet sträcker sig från nordöstra Pakistan över nästan hela Indien, Nepal, Sri Lanka och Bangladesh till sydöstra Kina, Vietnam och centrala Malackahalvön. Arten lever i låglandet och i bergstrakter upp till 3 500 meter över havet. Habitatet varierar mellan skogar, buskskogar, savanner och andra gräsmarker.
Exemplaren äter fallfrukt, unga växtskott, frön, kvistar, mjuka blad och ungt gräs. De bidrar på så sätt till växternas fröspridning. I områden där andra muntjaker lever hittas Muntiacus vaginalis främst i lägre trakter med lövfällande träd. Reviret kan överlappa med andra släktmedlemmar. Allmänt sker fortplantningen under alla årstider men några populationer har begränsade parningstider. Hannar av samma population fäller sina horn under samma årstid. Honor av samma population föder sina ungar ungefär samtidigt. Denna muntjak lever ensam, i par eller i grupper som består av en hona med sina ungar. Individerna stannar nästan hela livet i samma revir men de har inga avgränsade territorier mot varandra. De är vanligen aktiva under skymningen och gryningen. Djuret jagas av leopard, tiger och asiatisk vildhund.
Muntiacus vaginalis jagas intensivt av människor men hela populationen är fortfarande stor. IUCN listar arten som livskraftig (LC).